# Улица Ахтямова (Салават)
Улица Ахтямова (башк. Әхтәмов урамы) — улица в городе Салавате. Проходит в микрорайоне Желанный на берегу реки Белой.

## История
Застройка улицы началась в 1999 году. Улица названа в честь Героя Советского Союза — Хасана Багдеевича Ахтямова. Улица застроена частными коттеджами. Застроена только правая часть улицы.

## Трасса
Улица Ахтямова начинается от улицы Мостовая и заканчивается на улице Береговая
.

## Транспорт
По улице Ахтямова общественный транспорт не ходит.